# Arabia Saudita
L'Arabia Saudita (in arabo السعودية‎?, al-Saʿūdiyya oppure al-Suʿūdiyya), ufficialmente Regno dell'Arabia Saudita (in arabo ٱلْمَمْلَكَة ٱلْعَرَبِيَّة ٱلسَّعُوْدِيَّة‎?, al-Mamlakaẗ al-ʿArabiyyaẗ al-Saʿūdiyyaẗ), è il più grande Stato arabo dell'Asia occidentale per superficie (circa 2,15 milioni di km², che costituiscono la maggior parte della Penisola arabica) e il più grande del mondo arabo dopo l'Algeria. La popolazione ammonta a circa 36 milioni di abitanti e il Paese si pone al terzo posto a livello mondiale per numero di immigrati ricevuti sul proprio territorio (2020). Confina con la Giordania e l'Iraq a nord, il Kuwait a nord-est, il Qatar e gli Emirati Arabi Uniti a est, l'Oman a sud-est, lo Yemen a sud, il mar Rosso a ovest e il Golfo Persico a est. La capitale è Riad.
Il Regno dell'Arabia Saudita è stato fondato nel 1932 da ʿAbd al-ʿAzīz b. Saʿūd (noto per la maggior parte del suo regno come Ibn Saʿūd), anche se le conquiste che infine hanno portato alla creazione del Regno presero l'avvio nel 1902 quando egli conquistò Riad, la sede ancestrale della sua famiglia, la dinastia saudita, denominata in arabo "Āl Saʿūd". Sin dalla sua nascita il governo dell'Arabia Saudita è una monarchia assoluta e segue le linee guida islamiche in materia di successione. L'Arabia Saudita è il luogo di nascita dell'Islam e il regno è talvolta chiamato "la terra delle due sacre moschee" in riferimento all'al-Masjid al-Ḥaram (di Mecca) e all'al-Masjid al-Nabawī (di Medina), i due santuari più sacri dell'Islam.
L'Arabia Saudita è il secondo Stato al mondo per riserve di petrolio, subito dopo il Venezuela, dato aggiornato al 2019. Ha inoltre la sesta più grande riserva di gas naturale al mondo. Il petrolio rappresenta più del 95% delle esportazioni e il 70% delle entrate del governo, anche se la quota di economia non petrolifera è andata recentemente in crescendo. Questo ha facilitato la trasformazione di un regno desertico sottosviluppato in una delle nazioni più ricche del mondo. Vasti proventi del petrolio hanno permesso una rapida modernizzazione, come ad esempio la creazione di uno Stato sociale. Ciononostante, la condizione del rispetto dei diritti umani nel Paese rimane estremamente critica, facendo sì che l'Arabia Saudita sia regolarmente classificata come uno dei peggiori stati nella classifica risultante dal sondaggio annuale sui diritti umani e le libertà civili redatto da Freedom House. L'Arabia Saudita è inoltre uno dei due soli Stati sovrani, insieme alla Città del Vaticano, a non avere un parlamento.

## Storia
La penisola arabica, specialmente le regioni meridionali yemenite, è considerata una delle quindici aree del pianeta in cui si è organizzata la società umana ed è per questo motivo che la zona è definita "culla dell'umanità".
Un'entità statale saudita nacque nell'Arabia centrale circa nel 1750 quando l'emiro del Najd, Muḥammad ibn Saʿūd, unì le sue forze sotto la spinta ideale fornita da un riformatore islamico hanbalita, Muḥammad ibn ʿAbd al-Wahhāb, con lo scopo di creare una nuova realtà politica e statuale. Nei centocinquanta anni successivi, le fortune della famiglia degli Āl Saʿūd sono cresciute e decadute molte volte, poiché la famiglia contendeva il potere e il territorio sulla penisola araba all'Egitto, all'Impero ottomano e ad altre famiglie arabe. Il moderno Stato della famiglia Saʿūd (Āl Saʿūd) fu fondato dal re ʿAbd al-ʿAzīz Āl Saʿūd (spesso noto internazionalmente come Abdul Aziz Ibn Saud).
Nel 1902 ʿAbd al-ʿAzīz Āl Saʿūd conquistò la città di Riad, la capitale ancestrale della dinastia degli Āl Saʿūd, sottraendola alla famiglia rivale degli Āl Rashīd. Successivamente ʿAbd al-ʿAzīz sottomise al-Hasa, la provincia di al-Qaṭīf, il resto del Najd e la regione del Ḥijāz fra il 1913 e il 1926.
L'8 gennaio 1926 ʿAbd al-ʿAzīz Āl Saʿūd diventò il re del Ḥijāz, strappato al re hascemita ʿAlī b. al-Husayn, figlio dello Sharīf della Mecca, al-Ḥusayn b. ʿAlī, che aveva proclamato nel corso della prima guerra mondiale la rivolta araba contro l'Impero ottomano e che era stato compensato con l'attribuzione ai suoi figli di varie entità arabe erette a monarchia (Emirato di Transgiordania, Regno d'Iraq e Regno del Ḥijāz).
Il 29 gennaio 1927, ʿAbd al-ʿAzīz Āl Saʿūd assunse il titolo di re del Najd (il suo titolo precedente era sultano). Dal trattato di Gedda, firmato il 20 maggio 1927, la Gran Bretagna riconobbe l'indipendenza del regno di ʿAbd al-ʿAzīz (allora conosciuto come "regno di Hijāz e Najd"). Il 23 settembre 1932 queste regioni furono unificate sotto la dizione di Regno di Arabia Saudita (al-Mamlakat al-ʿarabiyya al-saʿūdiyya).
La scoperta del petrolio nel marzo del 1938 ha trasformato economicamente lo Stato e ha dato al regno l'autorevolezza di cui gode, malgrado la struttura integralista delle sue istituzioni giuridiche e sociali (l'Arabia Saudita è ufficialmente wahhabita) e il suo gigantesco finanziamento per l'edificazione, nel mondo islamico e no, di moschee e centri culturali di orientamento fondamentalista e di partiti e movimenti politici che al Wahhabismo direttamente o indirettamente si richiamano. Nel contempo la propria ricchezza le ha consentito di mantenere strette relazioni con le molte nazioni occidentali che comprano il suo petrolio e, in particolare, con gli Stati Uniti d'America, alla cui politica estera il regno è da sempre fedelmente allineato.

## Geografia

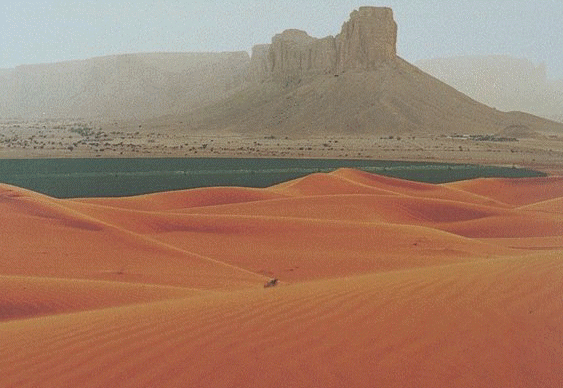
Vista del monte Ṭuwayq da ovest

Il Regno dell'Arabia Saudita occupa circa l'80% della penisola araba. Nel 2000, l'Arabia Saudita e lo Yemen firmarono un accordo ponendo termine alle controversie sulla linea di confine. Tuttavia, per buona parte, i confini meridionali dello Stato, rispettivamente con Emirati Arabi Uniti e Oman, non sono precisamente definiti, e pertanto la dimensione esatta del paese resta sconosciuta. Il governo saudita la stima in 2.149.690 km². Altre stime variano tra 1.960.582 km² e 2.240.000 km². L'Arabia Saudita è convenzionalmente indicata come il 13º Stato più grande del mondo.
La geografia dell'Arabia Saudita è variegata: dal deserto umido della Tihama, posto al livello del mar Rosso, ci si innalza lungo la catena montuosa del Jabal al-Hijaz, che a ovest taglia in lunghezza la penisola. Oltre questa catena si trova l'altopiano del Najd, che si estende nella parte centrale del paese. La regione sud-occidentale di Asir presenta montagne che raggiungono i 3.000 metri sul livello del mare e possiede il clima più fresco e il paesaggio più verde del paese, attirando nei mesi estivi molti sauditi in località come Abha. L'est è principalmente una pianura rocciosa o sabbiosa che si estende fino alle rive del golfo Persico. Lungo i confini meridionali si trova il deserto del Rubʿ al-Khālī.
Per lo più disabitata, la gran parte del territorio dello Stato è costituita da deserti con un clima semi-arido. Meno del due per cento della superficie totale del paese è adatta alle coltivazioni. I centri abitati principali si trovano lungo le coste o in prossimità delle oasi interne come Hufuf e Burayda. L'Arabia Saudita non ha fiumi o laghi permanenti; la sua linea di costa si estende per 2.640 km.

### Clima
Il clima è tendenzialmente secco, nelle zone più interne propriamente desertico e presenta grandi sbalzi di temperature. Il regime delle precipitazioni rende il paese arido o semi-arido, con terreno principalmente stepposo e talora a prevalenza sabbiosa. Nella maggior parte del regno la vegetazione è spontanea e arbustiva. La zona costiera del mar Rosso, specialmente la barriera corallina, ha una fauna marina molto ricca. D'estate la temperatura può raggiungere i 50 gradi, d'inverno è mite con temporali vicino al canale dell'Egitto.

## Società

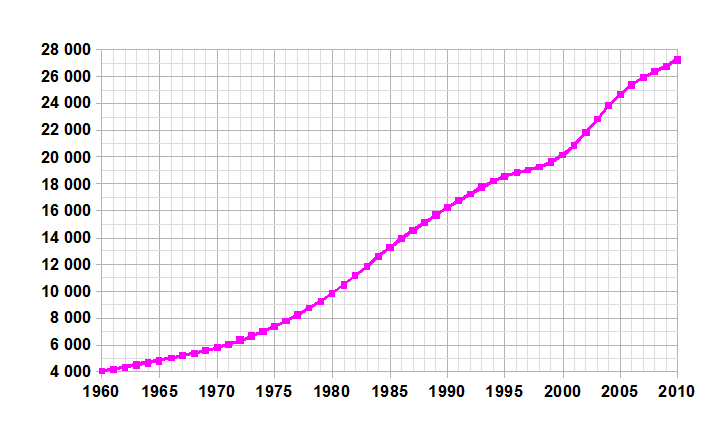
Evoluzione demografica dell'Arabia Saudita.

La popolazione saudita nel 2020 è stimata in circa 36,02 milioni di abitanti, includendo circa 6,4 milioni di stranieri residenti. Il tasso di natalità è di 29,74 nascite per 1.000 abitanti; il tasso di mortalità è di soli 2,66 morti ogni 1.000 abitanti.
Fino agli anni sessanta, la maggior parte della popolazione era nomade o semi-nomade. A causa del rapido sviluppo economico e urbano, più del 95% della popolazione ora è sedentarizzato. All'inizio degli anni novanta la distribuzione della popolazione variava notevolmente fra le città delle zone costiere a est e a ovest del paese, le oasi interne densamente abitate e la maggioranza delle aree interne desertiche quasi totalmente disabitate. Alcune oasi hanno una densità di popolazione di più di 1.000 abitanti per chilometro quadrato.

### Etnie
La maggior parte dei sauditi è di etnia araba. Alcuni hanno un'origine etnica mista e sono discendenti di turchi, iraniani, indonesiani, indiani, africani e di altre etnie, la maggioranza delle quali immigrò come pellegrina del ḥajj, fissando la propria residenza nella regione del Ḥijāz, lungo il litorale del mar Rosso. Molti arabi dei paesi vicini lavorano nel regno saudita. Ci sono inoltre numerosi asiatici, immigrati per lavoro principalmente dall'India, dal Pakistan, dal Bangladesh, dall'Indonesia e dalle Filippine. I filippini in particolare rappresentano il maggior gruppo etnico straniero, con oltre un milione di immigrati. Gli occidentali sono meno di 500.000 in tutta l'Arabia Saudita.

### Religione
La religione ufficiale del regno arabo saudita è l'islam sunnita, nella sua versione giuridico-teologica del wahhabismo neo-hanbalita. Poiché solo i musulmani possono ottenere la cittadinanza saudita, la quasi totalità dei cittadini è musulmana. Accanto alla maggioranza sunnita, vi è poi una consistente minoranza sciita, concentrata nella parte orientale del Paese, sulla costa del Golfo Persico. Si stima che gli sciiti siano circa il 15% della popolazione. La composizione religiosa dei cittadini dell'Arabia Saudita non riflette quella della sua popolazione nel complesso: vi è infatti un alto numero di immigrati privi della nazionalità saudita, pari a circa un terzo della popolazione totale residente. Fra questi vi sono molti filippini (popolazione per lo più cattolica) e indiani (prevalentemente indù), ma, a causa delle forti limitazioni alla libertà religiosa, non ci sono dati ufficiali sulle loro fedi. La libertà religiosa è molto limitata. È impossibile per i non musulmani edificare luoghi per i loro culti, mentre sono generalmente tollerate le cerimonie religiose in privato. Inoltre, l'ordinamento prevede la pena di morte per apostasia.
La famiglia Saʿūd e quella di ʿAbd al-Wahhāb, grazie a una precisa politica matrimoniale, hanno finito per imparentarsi più volte nel corso degli anni, e fino a oggi in Arabia Saudita il ministro degli Affari Religiosi è sempre un membro della famiglia Āl al-Shaykh (cioè un discendente di Muḥammad b. ʿAbd al-Wahhāb).

#### L'islam in Arabia Saudita
Il wahhabismo di Stato in Arabia Saudita comporta una serie di misure ufficiali, miranti a garantire la rigorosa osservanza delle prescrizioni giuridiche e sociali islamiche degli abitanti del regno. Il fatto più appariscente è la separazione dei sessi, tuttavia è stato rimosso l'obbligo legale di separazione per la maggior parte dei contesti pubblici come bar, ristoranti ed eventi, parte delle riforme sociali che hanno anche permesso alle donne di guidare legalmente dal 2018. Le scuole pubbliche e la maggior parte delle università sono soggette all'obbligo.
Un altro fatto che spesso suscita reazioni negative e polemiche nell'ambito del mondo occidentale è la mancanza di edifici di culto non islamici (sinagoghe, chiese, templi di varia natura religiosa), salvo quanto è garantito all'interno delle strutture dell'Aramco (la società petrolifera statale). La norma non deriva da una rigorosa prescrizione coranica, bensì dal preteso decreto emesso dal secondo califfo ʿUmar b. al-Khaṭṭāb (reg. 634-644), che stabilì la sacertà dell'intera Jazīrat al-ʿArab (penisola araba) come estensione del principio di sacralità (ḥaram) garantita al territorio della Mecca. È però dubbio che una tale disposizione fosse applicata totalmente, visto che esistono testimonianze storiche certe sulla presenza di non musulmani nella stessa capitale islamica di Medina; lo stesso schiavo che pugnalò a morte il califfo si disse fosse cristiano o persiano (zoroastriano).
L'islamicità del regno trova una sua sottolineatura nell'istituzione dei mutawa, la cosiddetta polizia morale, incorporati nel servizio civile della burocrazia saudita fin dagli anni ottanta. Essi sono incaricati ufficialmente di sorvegliare che siano osservati alcuni precetti islamici di natura tanto giuridica quanto sociale e ad esempio vigilano che un abbigliamento consono per modestia sia usato in pubblico. In passato oggetto di critiche e accuse riguardo ai modi di alcuni degli agenti, in seguito la polizia morale è stata riformata e privata di poteri come quelli di inseguire, interrogare, arrestare, detenere e chiedere di identificarsi a chiunque sia da loro sospettato di violazioni, avendo l'obbligo di riferire alla regolare polizia qualora necessario.

### Lingue
La lingua araba è la lingua ufficiale del governo. L'inglese, la lingua usata negli affari, è molto diffuso nelle città.

## Ordinamento dello Stato

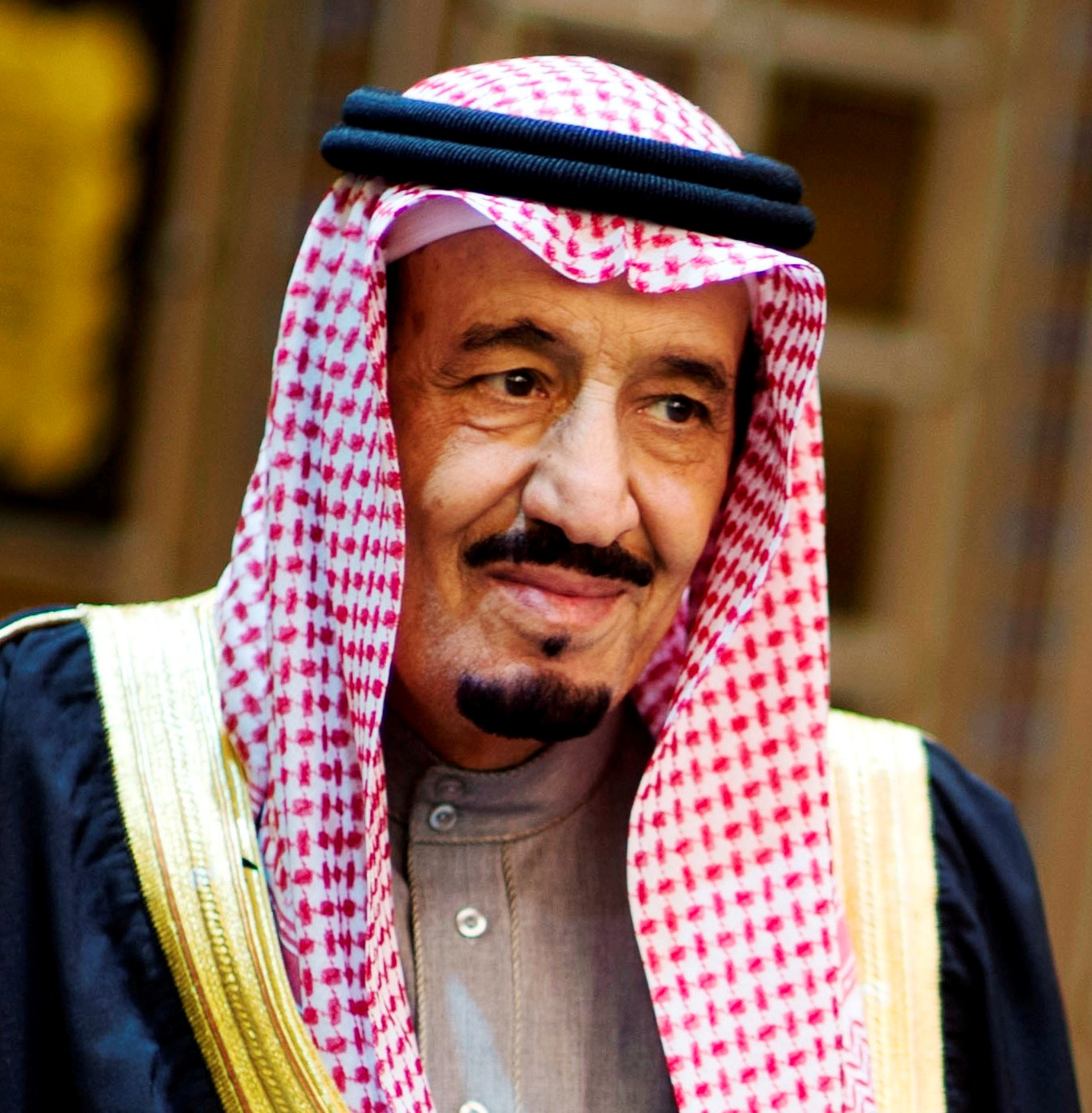
Re Salmān, sovrano dal 2015 (2013)

Il nome ufficiale dello Stato è "Regno di Arabia Saudita" (in arabo المملكة العربية السعودية‎, al-Mamlaka al-ʿArabiyya al-Suʿūdiyya) e la sua forma di governo è la monarchia assoluta. Il paese è sprovvisto di parlamento e nel suo ambito non esistono partiti politici: le uniche consultazioni elettorali si celebrano a livello locale dal 2005 in poi. È il paese islamico che applica la legge della Sharia nella sua maniera più rigida.

### La legge fondamentale dell'Arabia Saudita
L'Arabia Saudita non dispone di una propria costituzione, riconoscendone gli attributi al Corano e alla Sunna; ne fa parzialmente le veci la legge fondamentale dell'Arabia Saudita, promulgata da re Fahd nel gennaio 1992 mediante una dichiarazione che qualifica il paese come monarchia governata dai discendenti di ʿAbd al-ʿAzīz Āl Saʿūd, già sultano del Najd e quindi primo monarca e capostipite della dinastia saudita.
Tali leggi si basano su quella islamica, la Sharīʿa, composta dal Corano e dalla Sunna del profeta Maometto (in arabo Muḥammad). Non è dato invece grande spazio all'Ijmāʿ e al Qiyāṣ, che pur non facendo parte in senso stretto della Sharīʿa sono da molti madhhab (ma non da quello hanbalita) riconosciuti come fonti del diritto islamico. La Sharīʿa è applicata da tribunali coranici.

### Suddivisioni amministrative

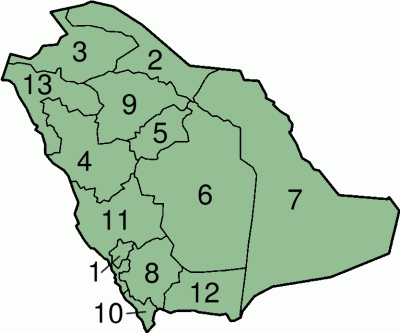
Province dell'Arabia Saudita

L'Arabia Saudita è divisa in 13 province (manātiq, al singolare mintaqa):
1. Provincia di al-Bāha
2. Provincia di al-Hudud al-Shamaliyya
3. Provincia di al-Jawf
4. Provincia di Medina
5. Provincia di al-Qasim
6. Provincia di Riad
7. Provincia di al-Sharqiyya (provincia orientale)
8. Provincia di 'Asir
9. Provincia di Ha'il
10. Provincia di Jizan
11. Provincia della Mecca (provincia occidentale)
12. Provincia di Najran
13. Provincia di Tabuk

### Città principali
- Riad è la capitale del paese ed è capoluogo dell'omonima provincia, nella regione di Najd; è capitale dal 1932 ed è considerata anche la culla della cultura islamica. La città è sede di luoghi di interesse tra cui la fortezza Masmak, il centro culturale del re Fahd, il Tuwayq Palace e lo stadio del re Fahd. Nella capitale si trova anche la piazza Chop Chop, dove vengono svolte le esecuzioni pubbliche di decapitazione.
- La Mecca: è una città situata nella provincia omonima ed è considerata la capitale della regione. È anche comunemente considerata il più sacro e significativo luogo islamico. L'Islam impone a tutti i musulmani che sono in buona salute e che abbiano i mezzi finanziari adeguati, di fare almeno un pellegrinaggio alla Mecca nel corso della loro vita. Solo i visitatori musulmani sono ammessi in città.
- Gedda: è la più importante città della parte occidentale dell'Arabia Saudita, nonché la seconda città più grande di tutto il Paese, dopo la capitale. Il più grande richiamo di Gedda per i suoi visitatori è lo shopping. Vanta infatti più di 90 centri commerciali, dove si può trovare tutto ciò che è disponibile nei negozi occidentali. Punti di riferimento da visitare sono il Sawari Mall, il Sultan Mall, il Serafi Mega Mall, il Roshan Mall, il Mahmud Saʿīd Center e l'Heraa Plaza.
- Al Qatif: è situato nella provincia orientale dell'Arabia Saudita ed è una cittadina storica che ospita la più grande comunità musulmano-sciita del paese. Tra i più importanti punti di interesse della città sono il gran numero di villaggi con i loro mercati tradizionali, come il Sūq al-khamīs e Sūq Waqif. La città è famosa sia per i datteri, sia per il pesce; infatti Qaṭīf ospita il più grande mercato del pesce del paese e dell'intera regione del golfo.

### Sistema giuridico

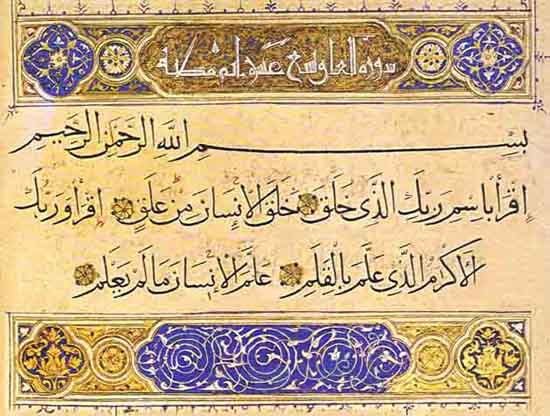
Verso del Corano. Il Corano è la costituzione ufficiale della nazione e la fonte del diritto primaria.

La fonte primaria del diritto è la Sharia islamica, derivata dagli insegnamenti del Corano, e dalla Sunna (la tradizione del Profeta). L'Arabia Saudita è l'unico fra i moderni stati musulmani in cui la Sharia non è codificata e non esiste un sistema di precedente giudiziario, dando così ai giudici il potere di usare un ragionamento giuridico indipendente per prendere una decisione. I giudici sauditi tendono a seguire i principi della scuola Hanbali di giurisprudenza (o fiqh) ed è nota per la sua interpretazione letterale del Corano e dell'ḥadīth.
Poiché il giudice ha il potere di ignorare le sentenze precedenti (sia le proprie sia quelle di altri giudici) e può applicare la sua personale interpretazione della Sharia a qualsiasi caso particolare, giudizi divergenti sorgono anche in casi apparentemente identici, rendendo difficile la prevedibilità dell'interpretazione. Il sistema della corte della Sharia costituisce la magistratura base dell'Arabia Saudita e dei suoi giudici (Qadi), mentre gli avvocati fanno parte degli ulema, gli studiosi islamici del paese.
I decreti reali sono l'altra principale fonte di diritto; ma sono indicati come regolamenti piuttosto che leggi, poiché sono subordinati alla Sharia. I decreti reali completano la Sharia nei settori come il lavoro, il diritto commerciale e societario. Tuttavia, la legge tradizionale tribale e le personalizzazioni rimangono significative. I tribunali istituiti al di fuori della Sharia di solito competono verso le controversie relative a specifici decreti reali. L'appello finale di entrambe le corti e i tribunali è quello del re.
Il sistema saudita della giustizia è stato criticato per i suoi "giudici ultra-puritani" e per le loro spesso dure condanne (ad esempio, la decapitazione per il reato di stregoneria), ma alle volte anche per una eccessiva indulgenza (per i casi di stupro o di violenza contro la moglie) e per la lentezza. Il sistema è stato anche criticato per essere arcano, privo di alcune delle garanzie della giustizia e non in grado di affrontare il mondo moderno. Nel 2007, il re Abdullah ha emesso decreti reali al fine di riformare il sistema giudiziario e per la creazione di un nuovo sistema di giudizio, mentre nel 2009 il re ha apportato una serie di modifiche significative al personale della magistratura al livello più alto al fine di favorire una generazione più giovane.

## Istituzioni

### Forze armate

L'Arabia Saudita spende miliardi di dollari per equipaggiare le proprie forze armate, spesso comprando armamenti dagli Stati Uniti d'America. Come mostra il grafico, l'Arabia Saudita è al nono posto al mondo per spesa militare.
Le forze armate saudite sono composte da:
- Regia forza terrestre
- Regia marina
- Regia aeronautica militare
- Regia forza di difesa aerea
- Regia forza missilistica strategica
- Guardia nazionale

Fino al 1964 era una forza armata indipendente anche il Reggimento della guardia reale. Oggi quest'unità è parte dell'esercito.

### Università
L'Università Re Sa'ud, fondata nel 1957, da Re Sa'ud dell'Arabia Saudita, è la prima università del Regno dell'Arabia Saudita, alla quale si è unita dal 2009 la King Abdullah University of Science and Technology, la prima ad ammettere sia donne che uomini al suo interno.

## Politica

### Politica interna
L'Arabia Saudita è uno Stato retto da monarchia assoluta d'impronta fortemente islamica. Il sovrano è il capo di Stato del paese e la somma autorità religiosa, e detiene poteri pressoché assoluti. La linea di successione è ristretta soltanto ai reali di sesso maschile e di solito è regolata dalla legge non scritta del "seniorato"; l'erede perciò non è il primogenito del re, bensì il membro più anziano in vita della famiglia reale che sia stato giudicato degno da una sorta di consiglio familiare, anche se a volte il re sceglie l'erede solo in base al merito e non all'anzianità. Le più alte cariche politiche sono occupate dai membri più influenti della medesima famiglia.
Nel 1992 re Fahd ha promulgato la legge fondamentale del paese e l'anno successivo la legge che disciplina la forma e le funzioni del Consiglio dei ministri.
È attiva un'Assemblea Consultiva con poteri limitati e ai cui lavori partecipano anche alcune donne.

## Economia

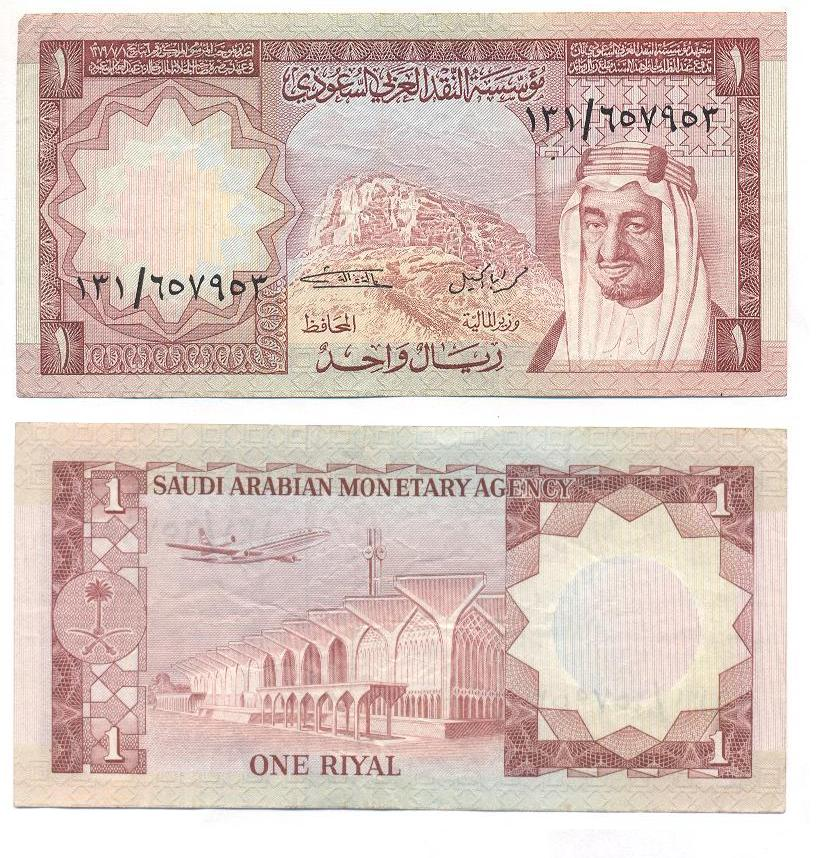
Riyal saudita
(banconota da 1 riyāl, con l'immagine di re Fayṣal e il Jabal al-Nūr presso La Mecca sul recto e l'aeroporto di Gedda sul verso)

Secondo le stime fornite dal Fondo monetario internazionale, il PIL nominale del paese è passato da 637.785 milioni del 2016 ai 689.004 milioni di dollari nel 2017, quello pro capite da 19,922.365 a 21,100.287. Il PPA procapite da 54,078.104 a 55,228.524.
L'economia dello Stato è centrata sul petrolio, con forti controlli statali sulle restanti attività economiche di maggior rilievo. L'Arabia Saudita possiede il 25% del totale stimato delle riserve del petrolio mondiale; figura come la più grande esportatrice di petrolio e svolge un ruolo principale nell'OPEC. Il settore del petrolio rappresenta approssimativamente il 75% delle entrate del bilancio, il 40% del PIL e il 90% degli incassi dovuti all'esportazione. Circa il 35% del PIL viene dal settore privato. Nel 1999, l'Arabia Saudita fu decisiva nello sforzo dell'OPEC e di altri paesi, di realizzare con successo l'aumento del prezzo del petrolio, portandolo ai livelli più alti dall'epoca della guerra del Golfo tra Iraq e alleati degli Stati Uniti. Questo intento venne concretizzato riducendo la produzione. Infatti, il prezzo del petrolio nel mese di luglio del 2008 raggiunse all'incirca i 160 dollari al barile per poi scendere in picchiata ed essere nel novembre, sempre del 2008, ai 55 dollari al barile. I prezzi del petrolio rimangono elevati, ma nonostante tutto, Riad ha grandi disavanzi di bilancio, in parte causati dagli aumenti della spesa per la formazione e altri programmi sociali.
L'Arabia Saudita ha annunciato l'avvio di programmi per la privatizzazione delle aziende produttrici di elettricità nel 1999, preceduta dalla privatizzazione delle aziende impegnate nel settore delle telecomunicazioni. Il governo spera di continuare a sviluppare il settore privato per diminuire la dipendenza del Regno dal petrolio e per poter così anche aumentare le possibilità d'impiego per la popolazione saudita che sta aumentando costantemente. La scarsità d'acqua e la veloce crescita della popolazione obbligheranno il governo a modificare i propri sforzi per aumentare l'autosufficienza nella produzione di prodotti agricoli.
Nel 2018, per la prima volta, l'Arabia Saudita introduce le tasse con un'IVA al 5%. Nel 2019 la famiglia reale saudita, proprietaria unica di Aramco, l'azienda che ha il monopolio sul petrolio in questo paese, ha deciso che questa azienda verrà quotata in borsa, nonostante la maggioranza delle azioni resti saldamente in mano alla stessa famiglia reale.

### Forza lavoro
I lavoratori stranieri in Arabia Saudita sono impiegati soprattutto nell'industria petrolifera. La comunità più numerosa è quella dei filippini, con circa un milione di persone. La manodopera proveniente da Bangladesh, India e Pakistan si attestano complessivamente tra 1 a 1,5 milioni di persone. Egiziani e sudanesi ammontano a circa 900 000 persone, indonesiani a circa 500 000.
La monarchia si è impegnata negli anni 2000 in una campagna per favorire l'impiego dei giovani sauditi nel settore privato, al fine di ridurre il numero di lavoratori stranieri nel paese.

### Turismo
Fino al 2019 l'unico turismo esistente nel paese era quello religioso, ossia dei fedeli che vanno alla Mecca o a Medina mentre erano sospesi a tempo indeterminato i visti turistici. Pertanto non era possibile recarsi nel paese a meno di non avere un permesso lavorativo ed economico. Dal 27 settembre 2019 il governo saudita ha iniziato a dimostrare interesse per il settore turistico, riprendendo l'emissione di visti turistici.

## Infrastrutture e trasporti
È in costruzione il Jeddah Tower, nella città di Gedda; con i previsti 1000 metri di altezza, diventerà il grattacielo più alto del mondo, prendendo così il posto al Burj Khalifa negli Emirati Arabi Uniti, alto 829,8 m. Tramite il Ponte Re Fahd è stata collegata l'Arabia Saudita allo stato del Bahrein.

## Ambiente

Aree disputate

Speciali riserve naturali, dette ḥimā (in arabo حمى‎, ossia "protezione", "cosa riservata"), risalgono a oltre duemila anni fa, e quindi al periodo preislamico. Lo storico Hishām b. al-Kalbī informa però nel suo Kitāb al-aṣnām ("Il libro degli idoli", ed. Aḥmad Zakī Pascià, Cairo, Dār al-maʿārif, 1914) che queste aree erano riservate ai capi tribù (sayyid) per il pascolo dei loro animali o erano annesse ai primitivi santuari pagani. La sacertà (ḥaram) di tali aree era tale che un animale che fosse casualmente penetrato nel ḥimā di una data divinità veniva senz'altro acquisito al patrimonio del santuario e di esso era vietato il recupero o la cattura.
Oggi l'Arabia Saudita ha un vasto sistema di aree protette, grazie alla grande importanza che la cultura islamica attribuisce alla natura. Fra queste aree vi sono: il parco nazionale dell'Asir, alcuni ḥimā tradizionali e riserve naturali tra cui la Dawhat al-Dafi e la Dawhat al-Musallamiyya, che in totale ricoprono il 37% (nel 2007) del territorio del paese. Importanti aree protette sono situate nelle zone militari presso il confine con la Giordania e nel Rubʿ al-Khālī orientale.
L'Arabia Saudita ha aderito alla World Heritage Convention (Convenzione sul Patrimonio dell'Umanità). Il paese ha ratificato accordi internazionali per l'ambiente riguardanti il cambiamento del clima, lo smaltimento dei rifiuti pericolosi, la desertificazione e la protezione dell'ozonosfera. A livello locale, è impegnato nella cooperazione per la protezione degli ambienti marini condivisi con altri paesi, nel golfo Persico, nel mar Rosso e nel golfo di Aden.

### Flora e fauna
A causa dell'aridità del suolo, la vegetazione è molto rara e limitata a palme da dattero e arbusti. Soltanto nelle oasi e nelle zone dove sono presenti sufficienti riserve d'acqua, circa il 2% del territorio del paese, è possibile coltivare cereali e ortaggi. La fauna annovera, tra le specie principali, la iena, la volpe, il gatto selvatico, il leopardo, la gazzella, l’antilope e lo struzzo.
Nonostante sia un paese costituito in gran parte da deserti, l'Arabia Saudita possiede una biodiversità piuttosto ricca; gran parte della flora e della fauna è endemica. Secondo le stime, nel paese si trovano 3.500 specie di piante e 77 specie di mammiferi terrestri, 9 (2004) delle quali sono a rischio d'estinzione; vi sono inoltre 413 specie conosciute di uccelli, 17 (2004) delle quali rare.

## Tradizioni
Il patrimonio culturale è celebrato nella festività annuale, chiamata Jenadriya.
La cultura Saudita ruota quasi interamente in funzione dell'Islam. I due luoghi più sacri dell'Islam (Mecca e Medina) sono nel regno, sul cui territorio nel VII secolo d.C. si espresse la religione islamica.
Uno dei rituali folcloristici più rappresentativi dell'Arabia Saudita è l'ʿArḍa, il ballo nazionale del paese. Questo ballo della spada è basato sulle tradizioni antiche dei beduini: i suonatori di tamburi tengono un ritmo sostenuto e un poeta canta i versi, mentre gli uomini che portano la spada ballano spalla a spalla. La musica ha origini nella Spagna musulmana (al-Andalus). A Mecca, a Medina e a Gedda il ballo e la canzone sono eseguite al suono del mizmar, uno strumento di legno simile all'oboe.
Il vestito tradizionale saudita è fortemente simbolico, rappresenta i legami della gente alla terra, il passato e l'Islam. Gli indumenti tradizionali sono principalmente larghi e ondeggianti, riflettono la praticità della vita in un paese desertico così come l'enfasi conservatrice islamica. Tradizionalmente, gli uomini portano solitamente una camicia lunga fino alla caviglia, tessuta con fibre di lana o cotone (conosciuto come thawb), con una ghutra (un grande quadrato di cotone tenuto fermo da una corda) portata sulla testa. Per i rari giorni freddi, gli uomini sauditi portano un mantello di pelo di dromedario indossato sopra i vestiti. I vestiti delle donne sono decorati con motivi tribali, monete, lustrini, fili metallici e paramenti.

## Cultura

### Produzione letteraria
Tra gli scrittori che si distinsero maggiormente ricordiamo la figura di Ghāzī ʿAbd al-Raḥmān al-Quṣaybī, ma nel XX secolo si è sviluppata una letteratura con affermate scrittrici saudite, quali Ni'mah Isma'il Nawwab, Raja'a Alem e Rajaa Alsanea.

### Musica
Nel campo musicale si è distinta la cantante Etab (1947–2007), la prima cantante femminile dell'Arabia Saudita. Etab è apprezzata da artisti e cantanti in tutto il mondo arabo: ha all'attivo oltre 15 album ed è ricordata anche per vari successi come "Jani Al-Asmar" e "Alashanah".
Altro cantante e compositore saudita noto è Talal Maddah (5 agosto 1940 – 11 agosto 2000). I suoi fan lo chiamavano "The Earth's Voice" ed è anche conosciuto come "The Golden Throat". La sua attività ha avuto un'importante influenza sulla cultura araba del XX secolo. E ancora gli Al-Namrood, appartenente al genere black metal. In merito agli strumenti musicali noto l'oud.
Ayed, invece, è il cantante attualmente più ascoltato in Arabia Saudita con la sua "Lammah"

### Danza
Una tipica danza popolare dell'Arabia Saudita vine chiamata Ardah.

### Abbigliamento
Tipico indumento,in genere con maniche lunghe viene chiamato Dishdasha.

### Cinema
Una delle registe di spicco del cinema saudita è Haifaa al-Mansour, con film quali per esempio La bicicletta verde (2012) e La candidata ideale (2019) che hanno avuto diversi riconoscimenti internazionali.

### Mitologia
Una caratteristica creatura citata anche nel Corano viene chiamata Jinn.

### Patrimoni dell'umanità
Il patrimonio culturale dell'Arabia Saudita è testimoniato anche dalla presenza di diversi siti che fanno parte della Lista dei patrimoni dell'umanità dell'UNESCO.

### Scienza e tecnologia

#### L'Arabia Saudita nello spazio
- 8 febbraio 1985: viene lanciato Arabsat-1A, il primo satellite saudita
- 17 giugno 1985: Sultan bin Salman Al Sa'ud è il primo astronauta arabo e musulmano ad andare nello spazio
- 21 maggio 2023: Rayyanah Barnawi è la prima astronauta saudita a volare nello spazio[41]

### Gastronomia
La legge islamica proibisce il consumo della carne suina e delle bevande alcoliche; questa legge è seguita in modo rigoroso nell'Arabia Saudita. Il pane arabo, detto khubz, è consumato durante quasi tutti i pasti. Altri generi alimentari molto apprezzati sono il pollo alla griglia, i felāfel (n girarrosto verticale e quindi affettato) e il fūl (fave bollite, aglio e limone). Inoltre un piatto tipico originario dell'Arabia Saudita è il kabsa.

### Giorno Nazionale
| Data         | Nome                                  | Significato                                        |
| ------------ | ------------------------------------- | -------------------------------------------------- |
| 23 settembre | اليوم الوطني للمملكة العربية السعودية‎ | fondazione del Regno dell'Arabia Saudita, nel 1932 |

### Altre festività
Oltre alla festa civile più importante dello Stato, il 23 settembre, che prende il nome di al-yawm al-waṭanī, letteralmente "giorno nazionale" che celebra la fondazione del Regno di Arabia Saudita nel 1932, ricordiamo la festività religiosa ʿĪd al-aḍḥā, o ʿĪd al-naḥr ("festa del sacrificio"), detta anche ʿĪd al-kabīr ("festa grande"), del 10 Dhu l-Hijja che, essendo un mese lunare, non ha un preciso corrispettivo nel calendario solare. Questa festa è comune a tutto il mondo islamico.

## Sport

### Calcio
La Nazionale di calcio dell'Arabia Saudita vanta buoni risultati ed ha vinto la Coppa d'Asia per ben 3 volte (1984, 1988, 1996).
L'attuale capocannoniere della nazionale saudita è Majed Abdullah con 71 reti ed è stato inserito nella lista dei migliori calciatori del XX secolo IFFHS.
Inoltre l'Arabia Saudita, nel 1989, ha vinto in Scozia il Campionato mondiale di calcio Under-17.
Il Paese ospiterà la 25ª edizione del Campionato mondiale di calcio del 2034.

### Atletica leggera
Nell'atletica leggera l'Arabia Saudita ha ottenuto buoni risultati come per esempio con il siepista Saad Shaddad Al-Asmari, medaglia d'oro ai I Giochi mondiali militari (Roma 1995).

### Giochi olimpici
L'Arabia Saudita ai Giochi olimpici ha finora vinto quattro medaglie. Il primo vincitore di una medaglia olimpica per l'Arabia Saudita fu Hadi Soua'an Al-Somaily, medaglia d'argento nei 400 m hs, a Sydney 2000.
Ai XIII Giochi paralimpici estivi di Pechino 2008, il triplo saltatore(F12) Osamah Al-Shanqiti vinse la prima medaglia d'oro nella storia dei Giochi olimpici dell'Arabia Saudita.

### Formula Uno
Dal 2021 si corre il Gran Premio dell'Arabia Saudita, nel Jeddah Corniche Circuit. Nel Campionato Mondiale di Formula 1 2021, questo evento è stato corso come penultima gara dell'anno, mentre dal 2022 è la seconda gara.